# Giải Cánh diều cho nam diễn viên chính xuất sắc phim truyện điện ảnh
Giải Cánh diều cho nam diễn viên chính điện ảnh xuất sắc là hạng mục trong hệ thống Giải Cánh diều, giải thưởng điện ảnh hàng năm của Hội Điện ảnh Việt Nam.

## Danh sách theo năm

### 2004–2009
| Năm  | Diễn viên         | Tác phẩm             | Chú thích |
| ---- | ----------------- | -------------------- | --------- |
| 2004 | NSND Hoàng Dũng   | Tiếng cồng định mệnh |           |
| 2005 | Trần Hữu Phúc     | Sống trong sợ hãi    | [ 1 ]     |
| 2006 | Quốc Khánh        | Áo lụa Hà Đông       | [ 2 ]     |
| 2007 | Không có          | Không có             |           |
| 2008 | Dustin Trí Nguyễn | Huyền thoại Bất tử   |           |
| 2009 | Trịnh Hội         | 14 ngày phép         | [ 3 ]     |

### Thập niên 2010s
| Năm  | Diễn viên       | Tác phẩm                                   | Chú thích |
| ---- | --------------- | ------------------------------------------ | --------- |
| 2010 | Đình Toàn       | Khát vọng Thăng Long                       | [ 4 ]     |
| 2011 | Thái Hòa        | Long Ruồi                                  | [ 5 ]     |
| 2012 | Huỳnh Đông      | Thiên mệnh anh hùng                        | [ 6 ]     |
| 2013 | Thái Hòa        | Tèo em                                     | [ 7 ]     |
| 2014 | Trung Dũng      | Lạc Giới                                   | [ 8 ]     |
| 2015 | Nguyễn Thanh Tú | Cầu vòng không sắc                         |           |
| 2016 | Hà Hiền         | Sút                                        | [ 9 ]     |
| 2017 | Kiều Minh Tuấn  | Em chưa 18                                 |           |
| 2018 | Liên Bỉnh Phát  | Song lang                                  | [ 10 ]    |
| 2019 | Kiều Minh Tuấn  | Nắng 3: Lời hứa của cha, Anh trai yêu quái |           |

### Thập niên 2020s
| Năm  | Diễn viên      | Tác phẩm                            | Chú thích |
| ---- | -------------- | ----------------------------------- | --------- |
| 2020 | Tuấn Trần      | Bố già                              | [ 11 ]    |
| 2021 | Lại Trường Phú | Maika - Cô bé đến từ hành tinh khác | [ 12 ]    |
| 2023 | Thái Hòa       | Con Nhót mót chồng                  |           |
| 2024 | Quyền Linh     | Hai Muối                            |           |

## Các kỷ lục
Những cá nhân sau đã chiến thắng nhiều hơn một lần giải Cánh diều cho nam diễn viên chính xuất sắc phim truyện điện ảnh:
| Số lần chiến thắng | Diễn viên      | Phim                                                 | Năm              |
| ------------------ | -------------- | ---------------------------------------------------- | ---------------- |
| 3                  | Thái Hoà       | Long Ruồi, Tèo em, Con Nhót mót chồng                | 2011, 2013, 2023 |
| 2                  | Kiều Minh Tuấn | Em chưa 18, Nắng 3: Lời hứa của chaAnh trai yêu quái | 2017, 2019       |